# Восколупова, Надежда Ивановна
Надежда Ивановна Восколупова (род. 7 июня 1941, Калужская область) — прессовщица Славянского керамического комбината Министерства промышленности строительных материалов Украинской ССР, Донецкая область. Герой Социалистического Труда (1986).

## Биография
Родилась в 1941 году в крестьянской семье в одном из сельских населённых пунктов Калужской области. С конца 1950-х годов трудилась на заводе керамических изделий и фарфоровых изоляторов (с начала 1960-х годов — Славянский керамический комбинат). Это предприятие работало с 1900 года и во времена СССР выпускало высококачественную плитку, которая использовалась при отделке Мавзолея Ленина, Казанского вокзала и здания Московского университета. Прекратило свою деятельность в 1998 году.
Трудилась в цехе по изготовлению половой плитки. За короткое время стала высококлассным специалистом, обслуживала три пресса вместо запланированных двух. Досрочно выполнила производственные задания Девятой пятилетки (1971—1975) за 3,5 года. За эти выдающиеся трудовые достижения была награждены Орденом «Знак Почёта». В годы Десятой пятилетки (1976—1980) пятилетки обслуживала четыре пресса и выполнила пятилетний план и личные социалистические обязательства за три года. Член КПСС.
В последующие годы постепенно перешла на обслуживание пяти и затем — шести прессов, что стало мировым рекордом работы по изготовлению плиток на прессах данной модели. Во время всесоюзного социалистического соревнования в честь XXVII съезда КПСС норма её выработки составила 230 % и досрочно выполнила плановые задания Одиннадцатой пятилетки (1981—1985). Указом Президиума Верховного Совета СССР от 22 мая 1986 года удостоена звания Героя Социалистического Труда за «выдающиеся производственные достижения, досрочное выполнение заданий одиннадцатой пятилетки и социалистических обязательс, тв, большой вклад в повышение эффективности производства, качества выпускаемой продукции и проявленный трудовой героизм» с вручением ордена Ленина и золотой медали «Серп и Молот» (№ 20663).
Участвовала в работе XIX конференции КПСС (28 июня — 1 июля 1988 года). Избиралась депутатом Донецкого областного Совета депутатов трудящихся. .
После выхода на пенсию проживала в Славянске Донецкой области.
Сочинения
- Восколупова Н.І., Робітнича честь забов’язує/ Бібліотека передового досвіду. Передовики виробництва, Київ, изд. Будівельник, 1986

Награды
- Герой Социалистического Труда
- Орден Ленина
- Орден «Знак Почёта» (28.02.1974)
- Орден Трудового Красного Знамени (19.03.1981)